# Festung Hohenwerfen
Die Festung Hohenwerfen ist eine mittelalterliche Höhenburg in Werfen im Salzburger Land zwischen Tennen-, Hagengebirge und Hochkönig im Salzachtal.

## Lage
Die Festung liegt inmitten der nördlichen Kalkalpen im Pongau und ist in ihrer Anlage mit der Festung Hohensalzburg vergleichbar, die in denselben Jahren erbaut wurde.
Die Burg thront, von Nord und Süd gut sichtbar, am nördlichen Ende des Marktes Werfen auf einem sich 113 m über die Salzach erhebenden Felskegel, dem Werfener Burgberg (697 m ü. A.). Er bildet mit dem Gesengköpfl (885 m ü. A.) einen natürlichen Pass (hierorts Werfener Bichel genannt), zwischen Gesengköpfl und Zetzenbergkogel (740 m ü. A.). Dort bildet auch die Salzach ein Engtal. Dadurch ist der Pass der einzige Zugang zum Pass Lueg von Süden (dazwischen liegt noch der Tennecker Kessel) und so eine strategische Schlüsselstelle auf der uralten Alpentransversale entlang der Salzach südwärts, die Salzburg mit Graz und Südosteuropa ebenso verbindet wie mit Venedig und ganz Italien, wie auch dem Zugang Salzburgs zu seinen Gebirgsgauen, dem Innergebirg. Hohenwerfen war das Bollwerk der Stadt Salzburg nach Süden.

## Geschichte

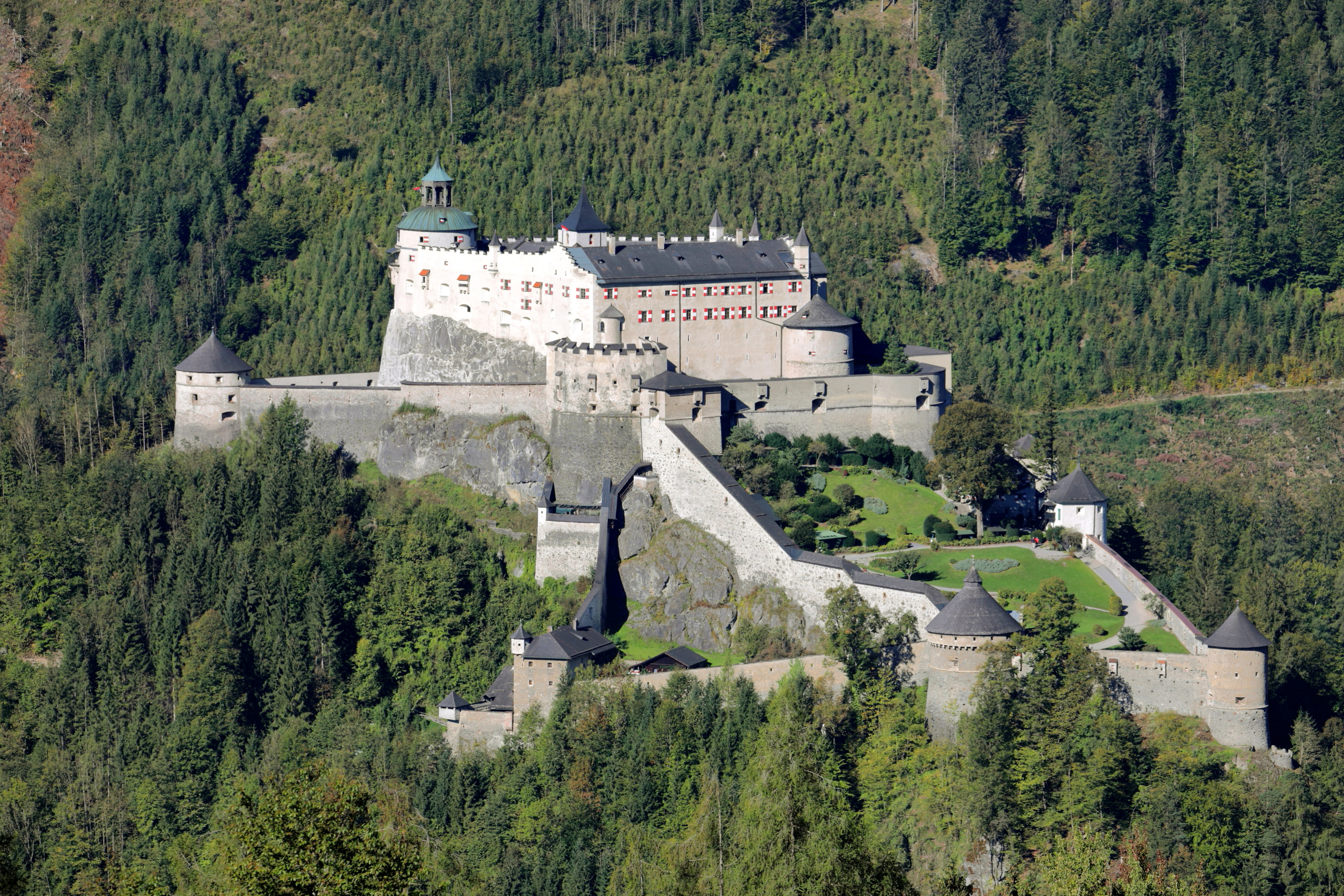
Ostsüdostansicht

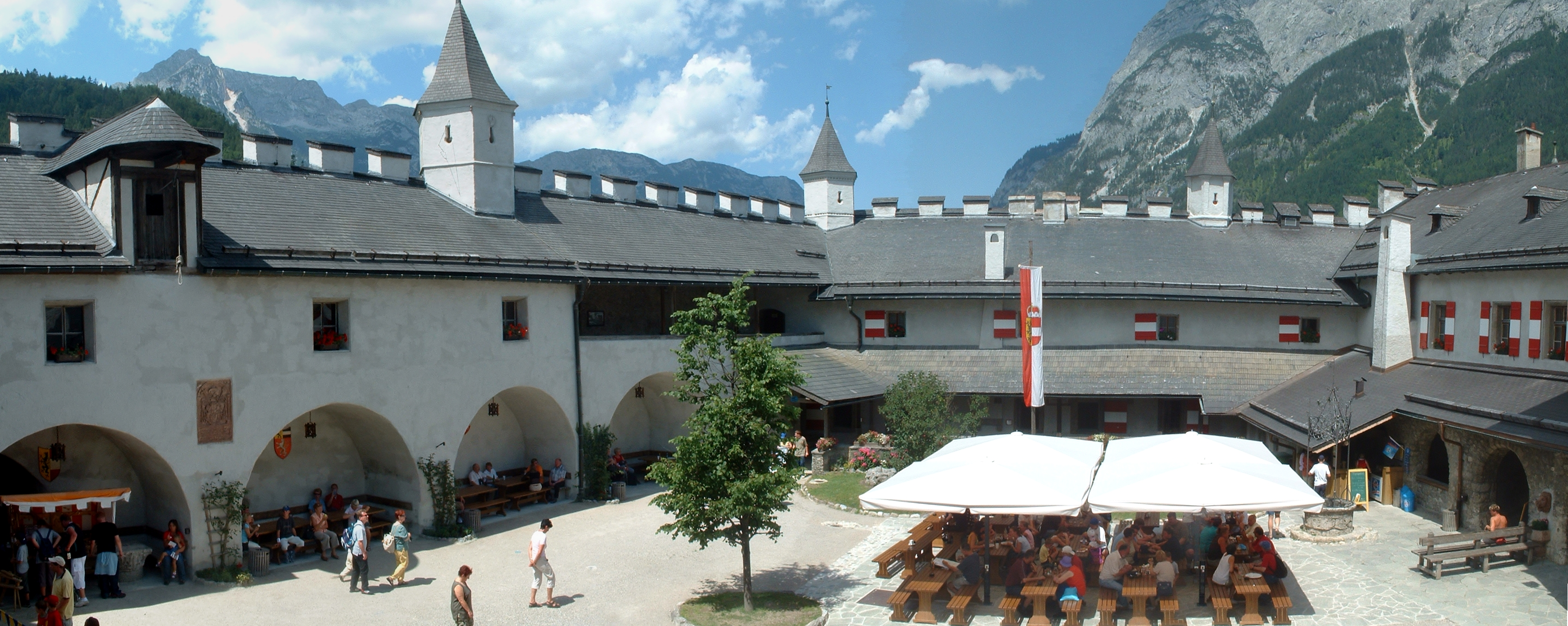
Innenhof

Der Bau der Festung Hohenwerfen wurde in den Jahren 1075 bis 1078 von Erzbischof Gebhard von Salzburg (1060–1088) initiiert. Nachdem er sich im Investiturstreit gegen König Heinrich IV. auf die Seite des Papstes Gregor VII. gestellt hatte, wurde das Erzbistum durch Königstreue geplündert und verwüstet. Gebhard ließ daher zum Schutz seines Bistums rasch die Burg Hohenwerfen wie auch die Festung Hohensalzburg errichten, beide jedoch in weitaus kleinerer Form als die heutigen Bauten. Der erste Bau auf Hohenwerfen bestand aus einer Ringmauer von etwa 35 × 35 Metern mit einem kleinen Palas und einer Burgkapelle; von beiden sind heute nur noch geringe Mauerfragmente erhalten. Durch den schnellen Aufbau der Burg wurde nicht nur die Bischofsstadt mit ihrem Kirchenschatz geschützt, sondern dem König nach seinem Gang nach Canossa auch der kürzere Rückweg durch die östlichen Alpenpässe versperrt. 1078 musste Gebhard dennoch aus dem Erzbistum fliehen; 1086 kehrte er mit Unterstützung des bairischen Herzogs Welf I. zurück und starb 1088 auf Hohenwerfen.
Erzbischof Konrad I., der in gleicher Weise für den Papst Partei ergriff, ließ die beiden wichtigsten Bischofsburgen dann weiter ausbauen. Aus seiner Lebensbeschreibung ist im Hinblick auf Hohenwerfen und das Salzachtal der Ausspruch überliefert: „Bis hierher kannst du gelangen, weiter aber nicht“. Konrad ließ in den Jahren 1127 bis 1142 im rechten Winkel an den älteren Palas einen größeren neuen anbauen, der diesen mit der Burgkapelle verband. Beide Palasbauten waren in die durchlaufende Burgmauer integriert und bildeten einen großen Kubus von monumentaler Erscheinung, wie er heute noch zu sehen ist. Eine zweischiffige Halle im Untergeschoß des Neubaus diente vermutlich als Provianthaus, das mittlere Geschoß, das nur auf der Hofseite über Fenster verfügte, als Aufenthaltsort für den Hofstaat und das krönende Hauptgeschoß war ein durchgehender Saal, der als einziger große Biforienfenster auf der Außenseite besaß. Auch die Kapelle wurde erweitert; 1983 wurden dort Fragmente von Fresken aus dieser Zeit freigelegt, darunter der biblische „Kampf der Engel gegen die Hure Babylon“, was als Symbol für den Kampf der päpstlichen Seite gegen die Kaiser gedeutet werden kann. Auch ein Ritter im Gewand des 12. Jahrhunderts ist zu sehen, auf dessen Mandelschild eine lateinische Umschrift zu lesen ist, die bedeutet: „Die ganze Welt mag kommen, niemand kommt ungestraft vorbei“.
100 Jahre nach den Kreuzzügen wurden dann Schießscharten, Wehrerker, Zwinger und Flankierungstürme errichtet. Danach stellten die Erzbischöfe Salzburgs die Bautätigkeit weitgehend ein.

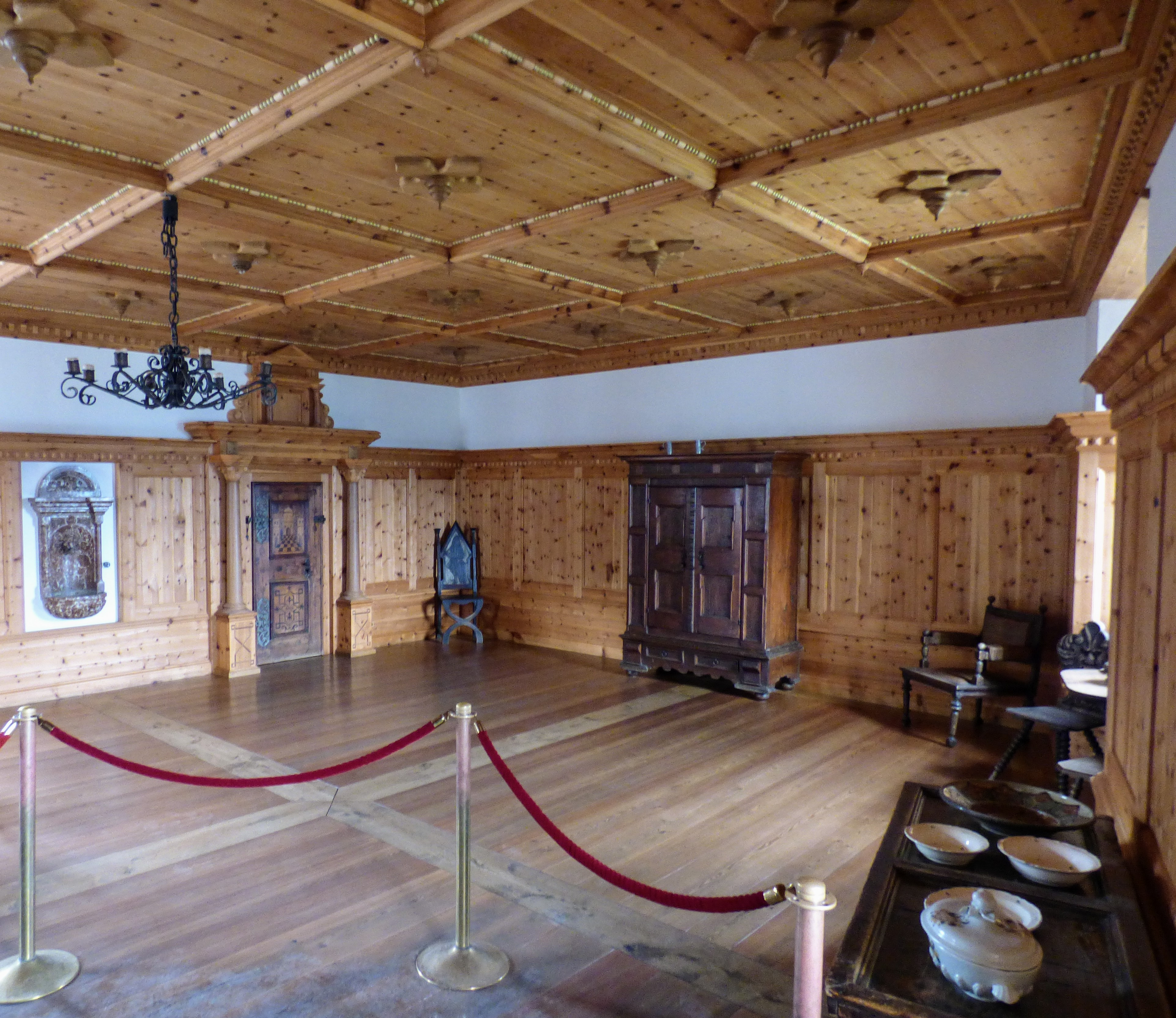
Rekonstruiertes Fürstenzimmer

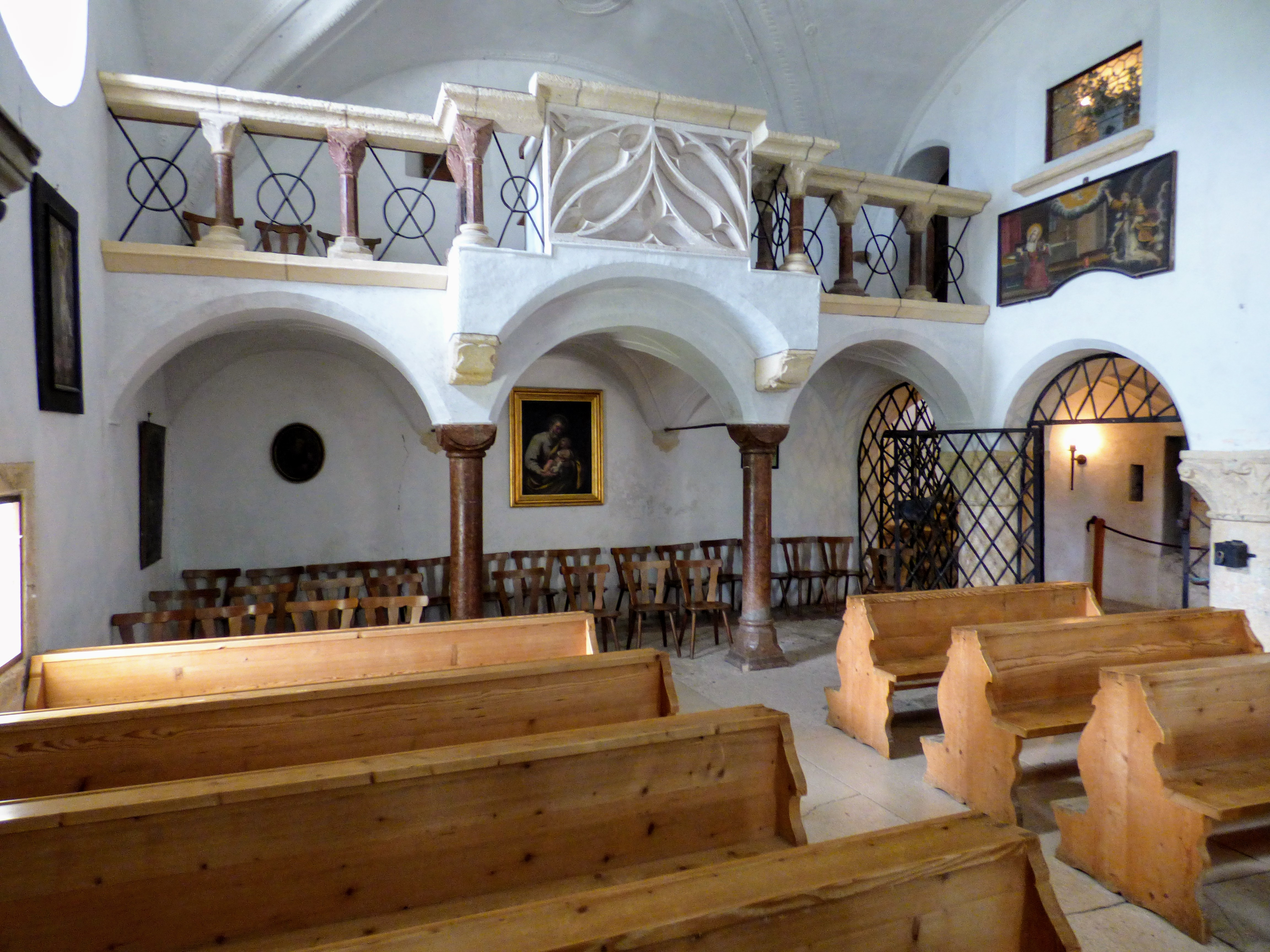
Empore der Kapelle; die roten Marmorsäulen mit romanischen Würfelkapitellen stammen vom ersten Kapellenbau des Erzbischofs Gebhard

Im Verlauf des Bauernkriegs wurde die Festung 1525 in Brand gesteckt und beschädigt. Bei der nachfolgenden Renovierung unter Erzbischof Matthäus Lang entstanden das erste Sperrbogengebäude, an dem sich die Portenwache befand, und eine kleine Bastei mit dem Wallerturm, sowie die Anlage eines gedeckten Ganges (Riemergang) und der Finsteren Stiege. Bis 1534 wurden an den Vorburgen bedeutende Verbesserungen vorgenommen, Anlass war die drohende Türkengefahr. Als Erbauer dieser neuerrichteten Festung wird vor allem Erzbischof Johann Jakob Khuen von Belasy genannt, der die Burg mit Hilfe italienischer Baumeister renovieren ließ. Sie hatte fast schon den Charakter der heutigen Burg. Khuens Nachfolger Wolf Dietrich von Raitenau wurde hier 1611 nach seiner Gefangennahme durch bayerische Truppen für einige Wochen eingekerkert, bevor er abgesetzt und für den Rest seines Lebens auf Hohensalzburg eingesperrt wurde. Erzbischof Paris Lodron versuchte das Erzbistum aus den Verwicklungen des Dreißigjährigen Krieges herauszuhalten; neben der Befestigung der Residenzstadt ließ er auch Hohenwerfen verstärken.
Nach der Säkularisation Salzburgs ab 1803 verfiel die Burg unter bayerischer Herrschaft, bis sie von 1824 bis 1833 durch Erzherzog Johann wieder restauriert und danach als Jagdschloss genutzt wurde. 1898 erwarb Erzherzog Eugen das Anwesen und ließ es zu seinem Fürstensitz ausbauen. Hier befand sich auch seine große Kunst- und Waffensammlung.
Ein Schwelbrand zerstörte 1931 weite Teile des Osttraktes, des Südtraktes mit Kapellenturm und auch des Nordtraktes fast zur Gänze. Zwar konnten Teile des Inventars und die große Glocke – der Burgahnl – gerettet werden, doch der Schaden war beträchtlich. Erzherzog Eugen musste große Teile seiner Sammlungen verkaufen, um die Burg wieder aufzubauen. 1938 sah er sich aber gezwungen, die Burg an den damaligen „Reichsgau Salzburg“ zu verkaufen.
Während des Zweiten Weltkrieges befand sich eine Gauführerschule der NSDAP auf der Burg. Sie wurde am 5. März 1939 durch Salzburgs Gauleiter Friedrich Rainer eröffnet. Mit Kriegsende ging sie in den Besitz des Landes Salzburg über. Die Burg wurde zunächst als Ausbildungszentrum für die Gendarmerie genutzt und ist seit 1987 für den Tourismus freigegeben.

## Die Burg als Filmkulisse

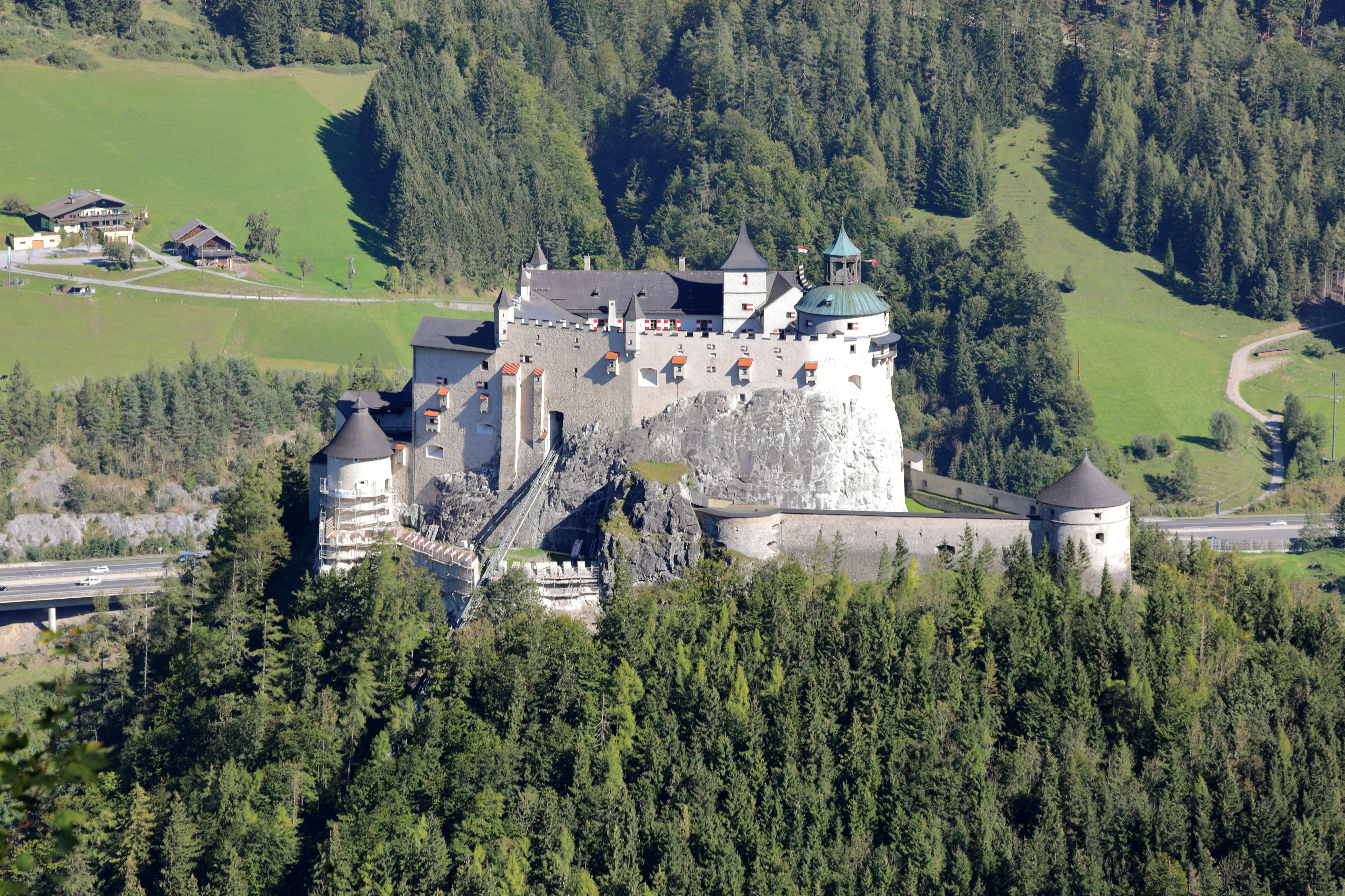
Westansicht

- 1968 diente die Festung Hollywood als Kulisse für den Spielfilm Agenten sterben einsam mit Clint Eastwood und Richard Burton.
- Für den Film Kinderarzt Dr. Fröhlich mit Roy Black wurden 1972 sowohl Festung als auch der Ort Werfen als Drehort genutzt.
- Im Jahr 1986 wurde hier die Fernsehserie Frankensteins Tante produziert.
- Ebenfalls als Filmkulisse diente die Burganlage für den Fünfteiler Das zehnte Königreich
- Sie diente als Geisterschloss in der gleichnamigen Folge der US-Serie Agentin mit Herz.
- Sherlock Holmes: Spiel im Schatten (2011): Die im Film gezeigte Festung in den Schweizer Alpen wurde digital gestaltet, als Vorlagen dienten Burg Hohenwerfen und Schloss Neuschwanstein.[4]
- In der Amazon-Fernsehserie The Man in the High Castle  (2015) wurde die Burg als Führerhauptquartier benutzt.[5]
- 2016 diente die Burg als Schauplatz für den Zombiemodus Der Eisendrache im Computerspiel Call of Duty: Black Ops III.[6]
- Teile des Filmes The Magic Flute – Das Vermächtnis der Zauberflöte (2022) wurden hier gedreht.
- Im Vorspann und Abspann zu Geheimnis im blauen Schloß (1965, Originaltitel: Ten Little Indians) wird die Festung gezeigt. Die Filmaufnahmen wurden dort aber nicht gedreht.

## Heutige Sehenswürdigkeiten

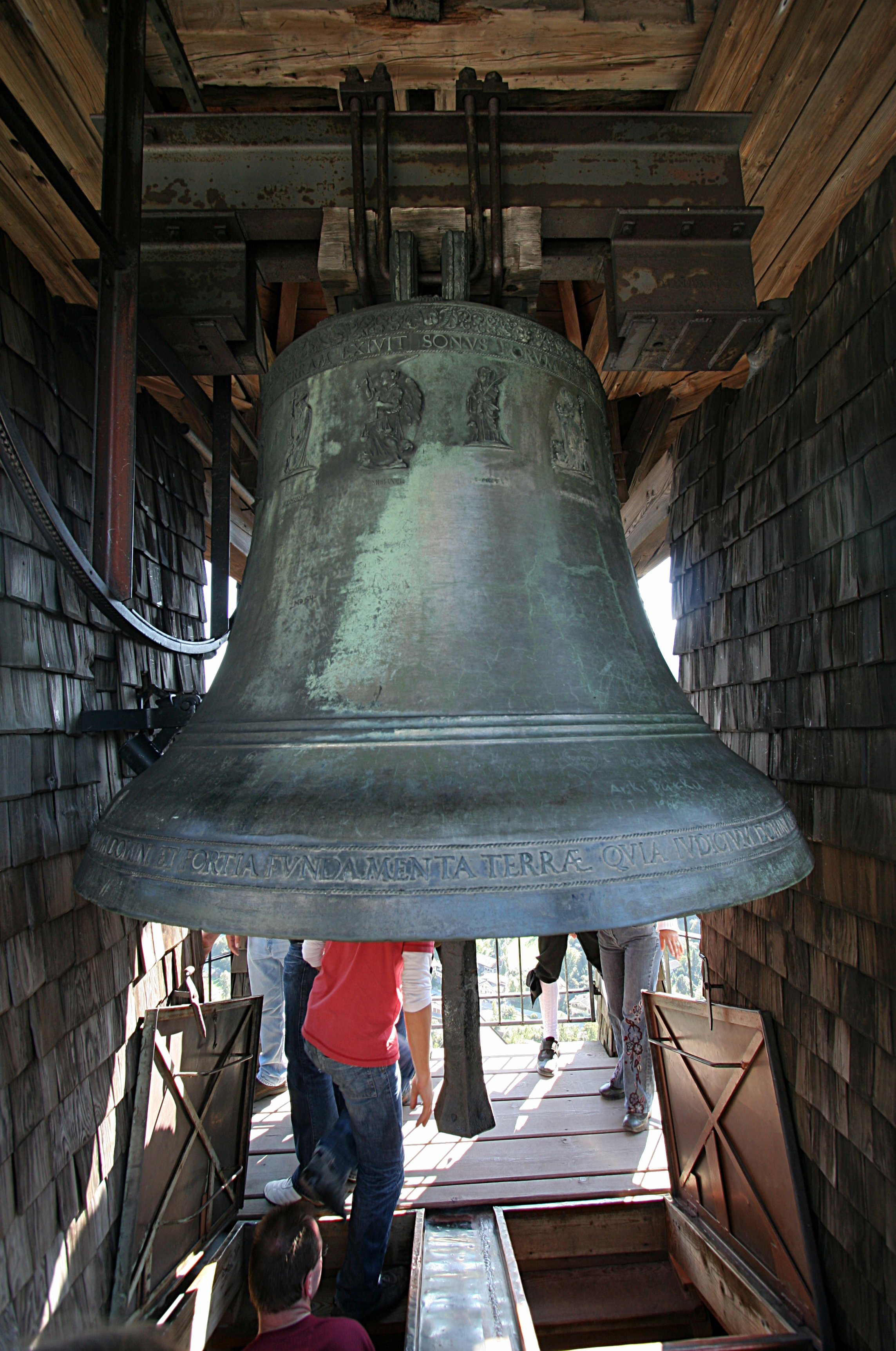
Das Burgahnl

- Das Burgahnl, wie die 4412 kg schwere Glocke im Glockenturm der Festung Hohenwerfen auch genannt wird, wurde 1568 in Innsbruck von Hans Christoph Löffler gegossen. Bei hohen Feiertagen wird die Glocke noch heute geläutet.
- ebenda auch ein Uhrwerk, ca. 1720/25, ursprünglich eine Spindeluhr, um 1900 zu einer Pendeluhr umgebaut, 1987/88 restauriert und seither in Betrieb
- Waffenraum
- Burgverlies
- Ritterturnier, Ritteressen
- Falknereimuseum und Flugshow